# Intenso

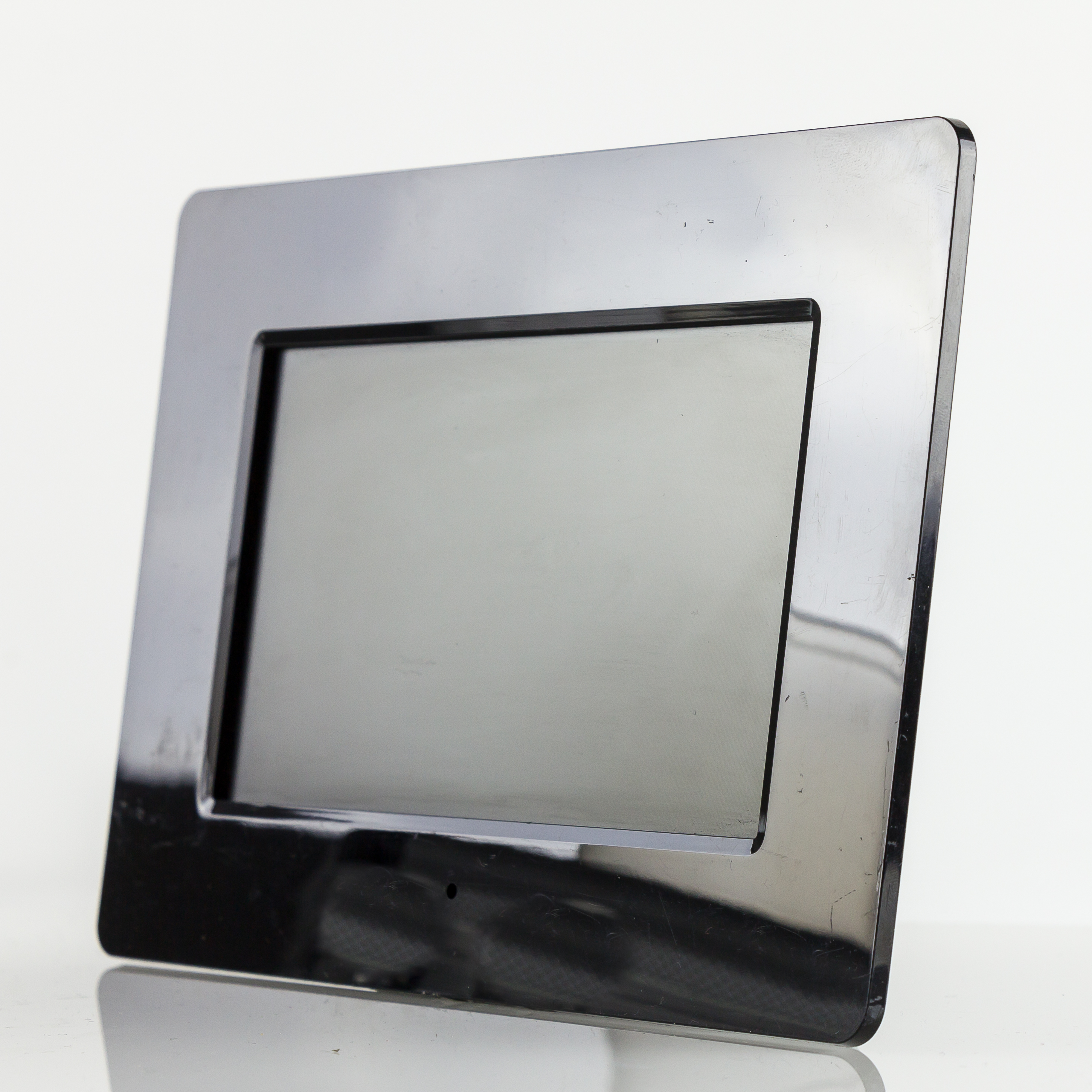
Intenso 7″-Bilderrahmen

Die Intenso International GmbH ist ein 1998 gegründetes deutsches Unternehmen, das unter dem Markennamen „Intenso“ in Deutschland und im europäischen Ausland Produkte aus dem Bereich Speichermedien und Unterhaltungselektronik vertreibt.
Neben klassischen Speichermedien wie CD-, DVD- und BluRay-Rohlingen, Speicherkarten, externen SSDs und USB-Sticks vertreibt das Unternehmen MP3-Player, digitale Bilderrahmen, Powerbanks und weitere Produkte aus dem Bereich der Unterhaltungselektronik. Intenso beschäftigte 2014 nach eigenen Angaben 90 Mitarbeiter am Standort in Vechta.

## Geschichte und Produkte
Die Marke Intenso wurde 1998 in Vechta gegründet, zunächst mit Fokus auf den Verkauf von CD-Rohlingen. 2002 wurde das Sortiment um DVD-Rohlinge erweitert. Aufgrund der technischen Entwicklung im Bereich Speichermedien wurden ab 2005 auch USB-Sticks und Speicherkarten ins Programm aufgenommen, in darauffolgenden Jahren kamen Festplatten im 2,5"- und 3,5"-Format, Solid-State-Drives und DRAM hinzu. 2007 wurde die Marke Intenso auf den Bereich Consumer Electronics ausgeweitet, MP3- und MP4-Player sowie digitale Bilderrahmen gehören seitdem zum festen Sortiment. Seit 2014 bietet Intenso auch Powerbanks in diversen Kapazitäten an sowie seit 2018 auch drahtlose Ladegeräte.